# Stanisław Schayer
Stanisław Schayer (ur. 8 maja 1899 w Sędziszowie, zm. 1 grudnia 1941 w Otwocku) – językoznawca, indolog, filozof, profesor Uniwersytetu Warszawskiego, założyciel (1932) i pierwszy dyrektor Instytutu Orientalistycznego UW, członek Polskiej Akademii Umiejętności i Towarzystwa Naukowego Warszawskiego.

## Życiorys
Gdy był dzieckiem, jego rodzina przeniosła się z Sędziszowa do Warszawy, gdzie w 1916 ukończył gimnazjum. Studiował języki klasyczne na Uniwersytecie Warszawskim, a potem na Uniwersytecie w Heidelbergu filologię indyjską (m.in. u Brunona Liebicha i Maxa Wallesera) i filozofię (u Hansa Driescha). Na Uniwersytecie we Fryburgu studiował filozofię u Heinricha Rickerta i w 1921 obronił tam doktorat pt. Vorarbeiten zur Geschichte der Mahayanistischen Erlösungslehre. W 1924 uzyskał habilitację na Uniwersytecie Jana Kazimierza we Lwowie . 
W latach 1925–1928 był profesorem Gimnazjum im. Jana Zamoyskiego w Warszawie. W latach 1927–1930 wykładał jako docent, a od 1930 roku profesor Uniwersytetu Warszawskiego zagadnienia związane z kanonem palijskim, kulturą staroindyjską, kurs sanskrytu, lektorat z tekstów sanskryckich i palijskich. W 1932 został dyrektorem Instytutu Orientalistycznego UW. W 1938 został profesorem zwyczajnym filozofii indyjskiej na Wydziale Humanistycznym UW . 
Jako filolog indyjski był uczniem Andrzeja Gawrońskiego, jako logik – Jana Łukasiewicza.
W 1939 wyjechał na wykłady do Anglii, skąd wrócił po wybuchu wojny. Zmarł w sanatorium w Otwocku .

## Wkład
Był jednym z twórców polskiej indologii, opartej na znajomości języków oryginalnych . Napisał historię literatury indyjskiej – pierwszą taką pracę w języku polskim niebędącą tłumaczeniem – która ukazała się jako część I tomu Wielkiej literatury powszechnej (1930). Założył wychodzące w latach 1937–1939 pismo Polish Bulletin of Oriental Studies.
W ówczesnych badaniach nad filozofią indyjską dominowało stanowisko szukające wspólnych elementów i zbieżności między tradycją indyjską a filozofiami starożytną i zachodnią (Paul Deussen, Fiodor Szczerbackoj). Schayer uważał to zagadnienie za mało znaczące i zajmował się specyfiką filozofowania na Wschodzie oraz tym, co nowego wnosi ono do myśli zachodniej. Wyróżniał 5 takich zasadniczych różnic :
- związki z magią,
- przestrzenny charakter bytów psychicznych i metafizycznych,
- brak formalizmu,
- duża rola przykładów,
- mistyczny sposób filozofowania.

Przejawem takiego szukania specyfiki było zainteresowanie logiką buddyjską . W latach 1932–1933 Schayer opublikował dwa artykuły na temat logiki indyjskiej, w których rozwijał analizę wprowadzoną przez Jana Łukasiewicza, argumentując, że logika Arystotelesa nie jest właściwym narzędziem badawczym przy opisie logiki indyjskiej.

## Publikacje
- (1921) Vorarbeiten zur Geschichte der Mahayanistischen Erlösungslehre.
- (1923) tłumaczenie z bengalskiego: Rabindranath Tagore Pieśni Kabira.
- (1924) tłumaczenie z sanskrytu: Kalidasa, Śakuntalta czyli Pierścien fatalny. Dramat heroiczny w siedmiu aktach, (wznowienia: Budapeszt 1941, Warszawa 1957).
- (1930) Historia literatury indyjskiej, [w:] Wielka literatura powszechna, Wyd. Trzaska – Evert – Michalski, Warszawa, t. I, [1930]. Wypisy, t. VI, [1933].
- (1932) Contributions to the Problem of Time in Indian Philosophy, Kraków.
- (1932) Studien zur indischen Logik. I. Der indische und der aristotelische Syllogismus. „Bulletin International de l’Academie Polonaise des Sciences et de Lettres, Classe de Philologie”, Krakow, 1933 (4–6), s. 90–96. Przedruk, [w:] Schayer (1988), 410–414. Tłum. angielskie: Joerg Tuske, [w:] Ganeri (2001), 93–101.
- (1933), Über die Methode der Nyāya-Forschung, [w:] O. Stein, W. Gambert, eds., Festschrift für Moritz Winternitz, s. 247–257, Leipzig. Przedruk w: Schayer (1988), 422–432.Tłum. angielskie: Joerg Tuske, [w:] Ganeri (2001), 102–109.
- (1938), Religie Wschodu (inicjator i współautor).
- (1988), O filozofowaniu Hindusów. Artykuły wybrane, red. Marek Mejor, PWN, Warszawa.